# André Bo-Boliko Lokonga
André Bo-Boliko Lokonga Monse Mihambo, né le 15 août 1934 à Lobamiti dans le Bandundu au Congo belge et mort le 30 mars 2018 à Bruxelles en Belgique,, est un homme d'État congolais.
Il est président de l'Assemblée nationale puis est le Premier commissaire d'État du Zaïre du 6 mars 1979 au 29 août 1980, avant d'entrer dans l'opposition et de créer en 1990 le Parti démocrate et social chrétien (PDSC) avec Joseph Ileo et Kititwa Tumansi.

## Biographie
André Bo-Boliko Lokonga est né le 15 août 1934 à Lobamiti, province de Bandundu, Congo belge. Il a été président du Conseil législatif du Congo (et plus tard du Zaïre) de décembre 1970 à mars 1979. En 1990, il a rejoint Joseph Iléo pour fonder le Parti démocrate social-chrétien. Il est décédé à Bruxelles, en Belgique, le 30 mars 2018, à l'âge de 83 ans.